# Zhangpu

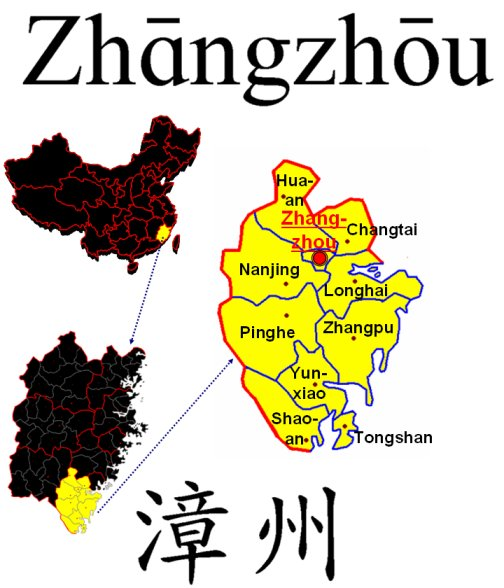
Kreisebene der bezirksfreien Stadt Zhangzhou

Zhangpu (chinesisch 漳浦县, Pinyin Zhāngpǔ Xiàn) ist ein Kreis der bezirksfreien Stadt Zhangzhou, der südlichsten der neun bezirksfreien Städte der chinesischen Provinz Fujian. Sein Hauptort ist die Großgemeinde Sui’an (绥安镇). Er hat eine Fläche von 2.394 km² und zählt 847.535 Einwohner (Stand: Zensus 2020). Die Bevölkerungsdichte beträgt 354 Einw./km².
Die Stätten der Verteidigungsanlagen Zhaojia bao und Yi’an bao (Zhaojia bao - Yi’an bao 赵家堡—诒安堡) und die Haupthalle des Konfuzius-Tempels von Zhangpu (Zhangpu wenmiao dacheng dian 漳浦文庙大成殿) aus der Zeit der Ming-Dynastie stehen seit 2001 bzw. 2006 auf der Liste der Denkmäler der Volksrepublik China.
Im Gebiet von Zhangpu befindet sich ferner eine international bekannte Fundstätte von Fossilien aus dem mittleren Miozän, aus der in Bernstein eingebettete Belege für Pflanzengemeinschaften rekonstruiert werden konnten, genannt Zhangpu biota.

## Administrative Gliederung
Auf Gemeindeebene setzt sich Zhangpu aus 17 Großgemeinden und zwei Gemeinden, zwei Nationalitätengemeinden, vier Staatsfarmen, zwei Staatsforsten, zwei staatlichen Plantagen und einer staatlichen Saline zusammen (2010). Diese sind:
- Großgemeinde Sui’an (绥安镇), Sitz der Kreisregierung;
- Großgemeinde Changqiao (长桥镇);
- Großgemeinde Chihu (赤湖镇);
- Großgemeinde Dananban (大南坂镇);
- Großgemeinde Duxun (杜浔镇);
- Großgemeinde Fotan (佛昙镇);
- Großgemeinde Guanxun (官浔镇);
- Großgemeinde Gulei (古雷镇);
- Großgemeinde Jiuzhen (旧镇镇);
- Großgemeinde Liu’ao (六鳌镇);
- Großgemeinde Maping (马坪镇);
- Großgemeinde Pantuo (盘陀镇);
- Großgemeinde Qianting (前亭镇);
- Großgemeinde Shaxi (沙西镇);
- Großgemeinde Shentu (深土镇);
- Großgemeinde Shiliu (石榴镇);
- Großgemeinde Xiamei (霞美镇);
- Gemeinde Chitu (赤土乡);
- Gemeinde Nanpu (南浦乡);
- Gemeinde Chiling der She (赤岭畲族乡);
- Gemeinde Huxi der She (湖西畲族乡);
- Staatsfarm Baizhuhu (白竹湖农场);
- Staatsfarm Changqiao (长桥农场);
- Staatsfarm Shigu (石古农场);
- Staatsfarm Wan’an (万安农场);
- Staatsforst Xiacai (下蔡林场);
- Staatsforst Zhongxi (中西林场);
- Staatliche Teeplantage Daimaoshan (玳瑁山茶场);
- Staatliche Tee- und Obstplantage der Überseechinesen Nanshan (南山华侨茶果场);
- Staatliche Saline Zhangpu (漳浦盐场).